# Jack Okey

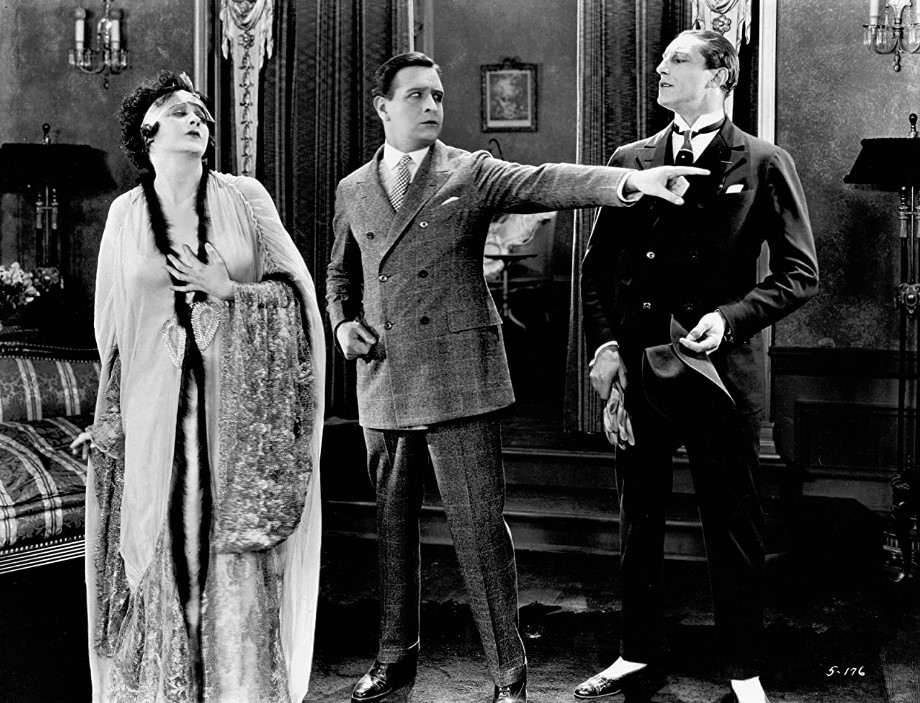
La Phalène blanche (1924), avec Barbara La Marr, Conway Tearle et Charles de Rochefort (de g. à d.)

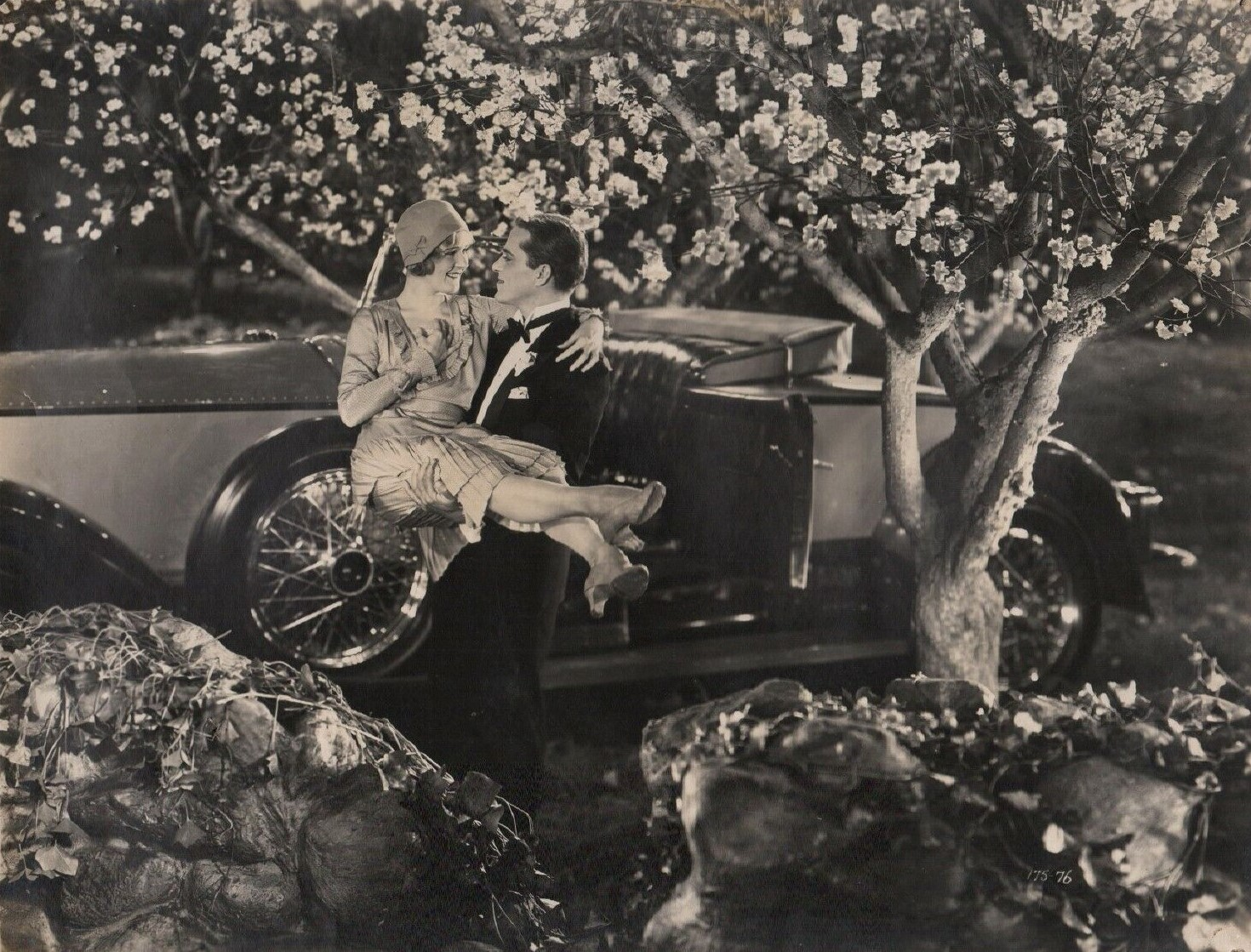
Sally (1929), avec Marilyn Miller et Alexander Gray

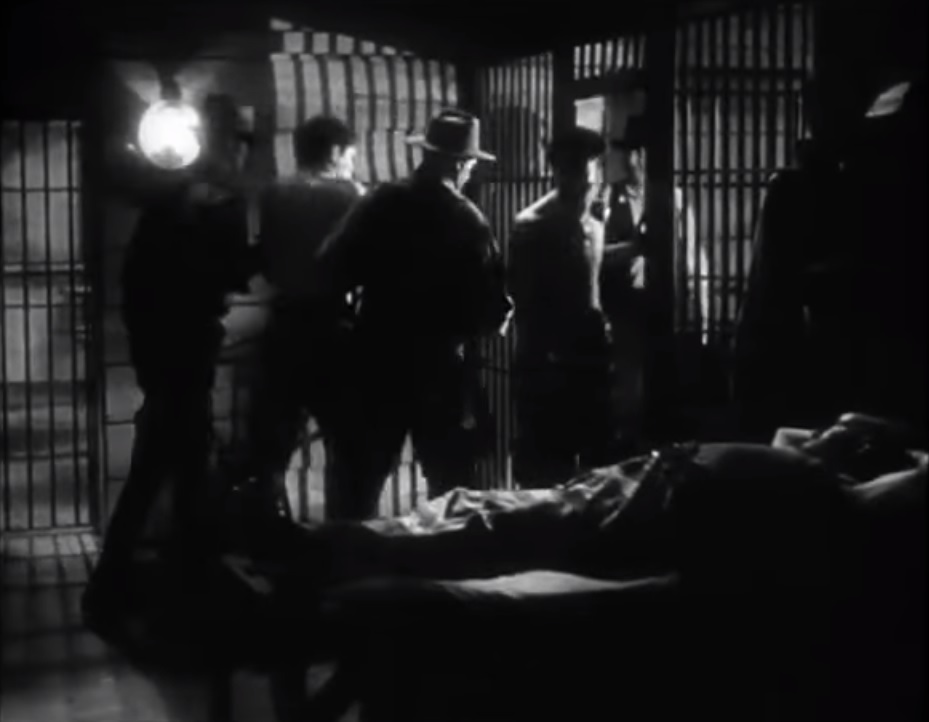
Je suis un évadé (1932), avec Paul Muni

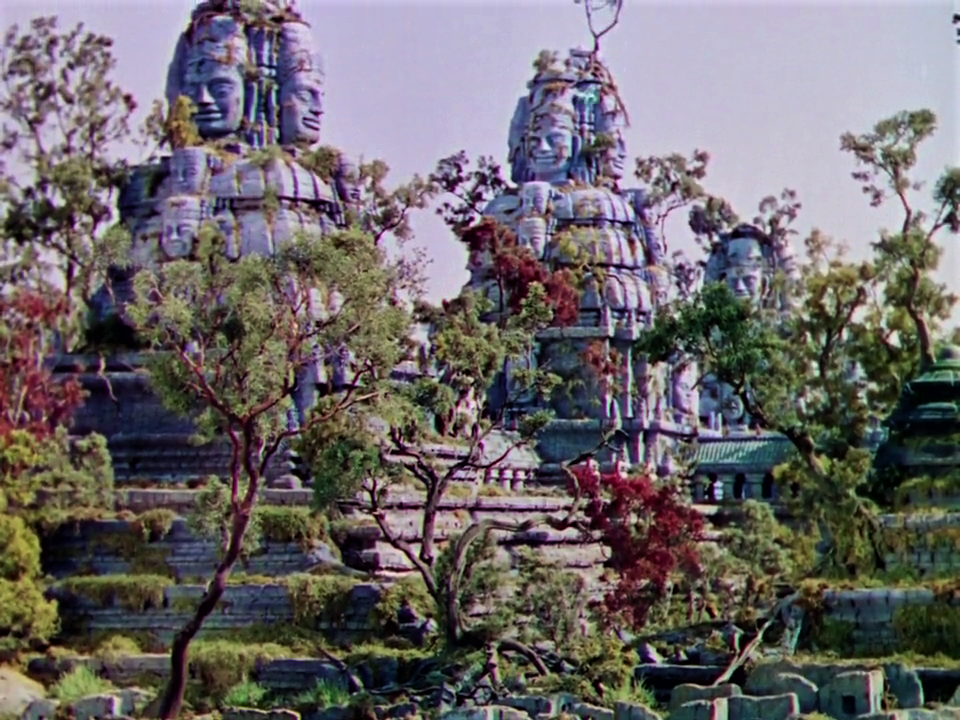
Décor pour Le Livre de la jungle (1942)

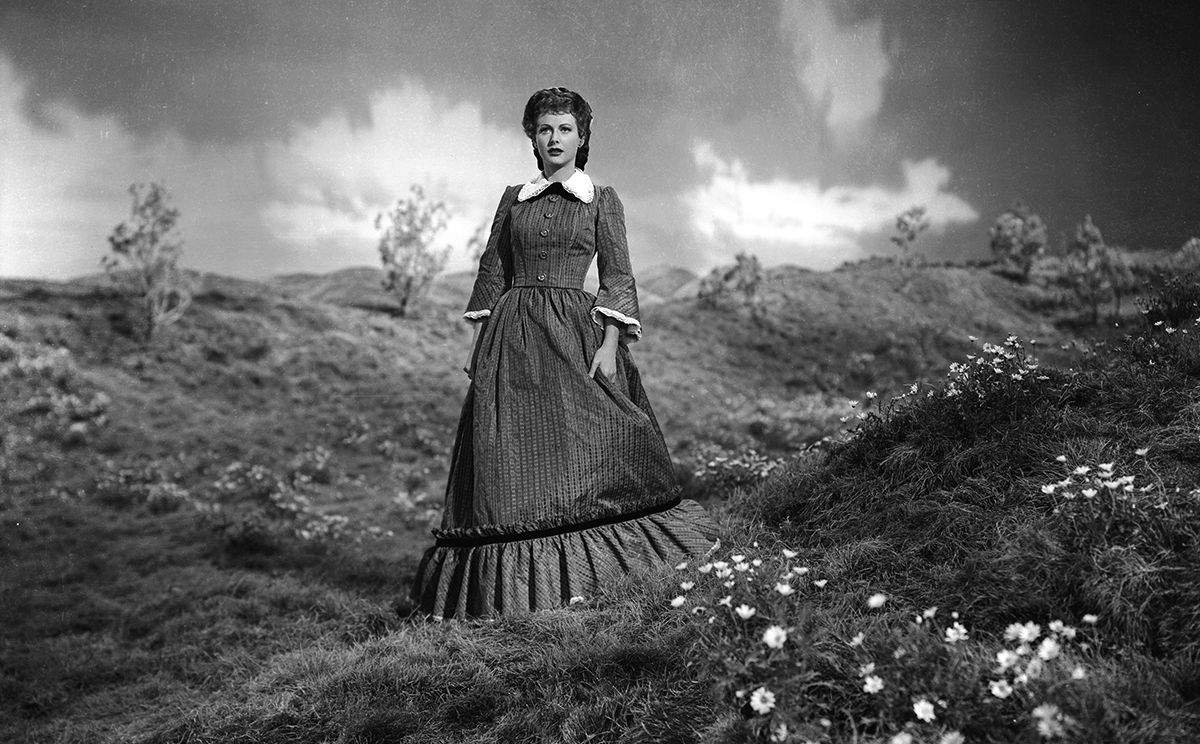
Angoisse (1944), avec Hedy Lamarr

La vie est belle (1946), avec James Stewart et Donna Reed

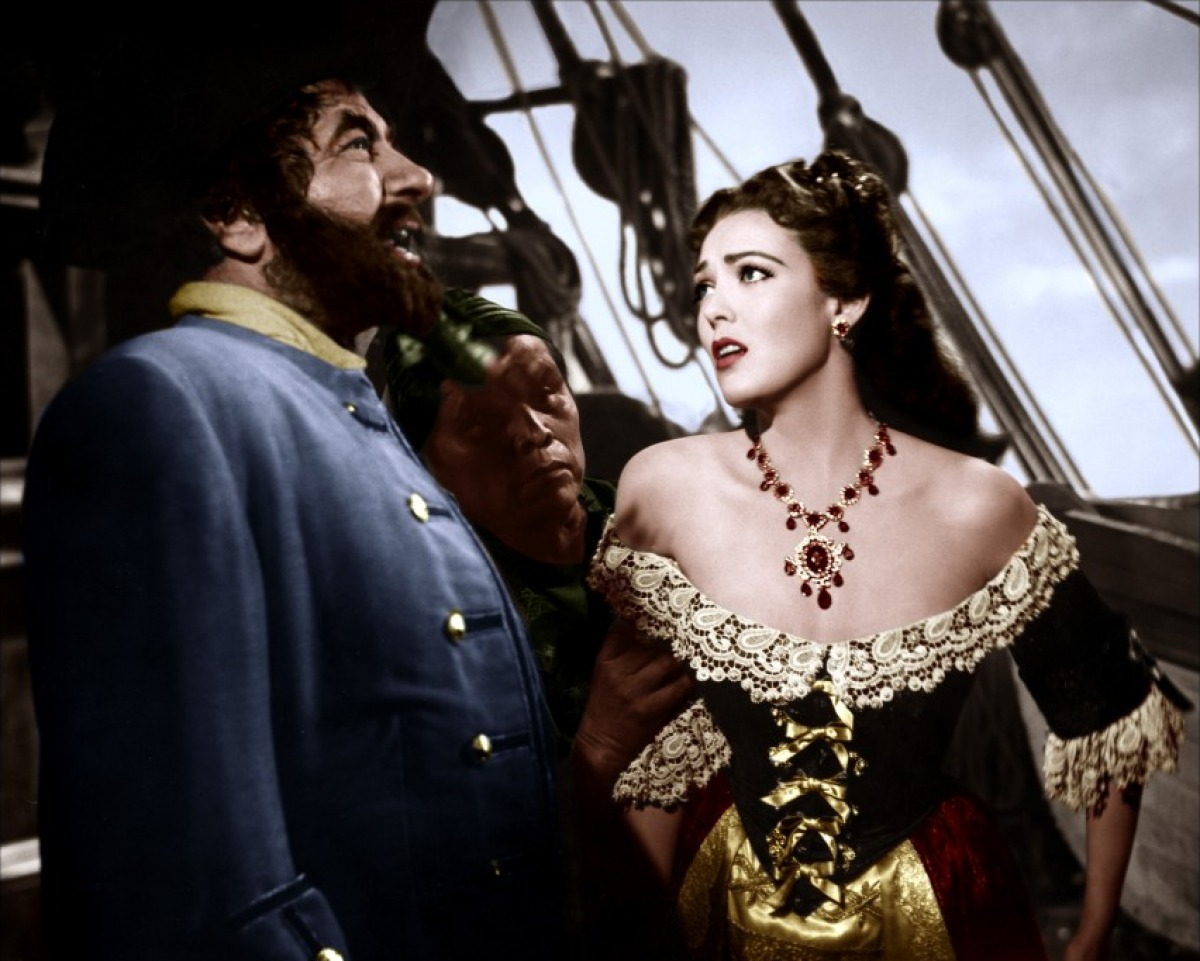
Barbe-Noire le pirate (1952), avec Robert Newton et Linda Darnell

John Clark « Jack » Okey, né le 3 juin 1889 à Los Angeles (Californie), ville où il est mort (quartier d'Hollywood) le 3 juin 1963, est un chef décorateur, directeur artistique et réalisateur américain.

## Biographie
Jack Okey exerce au cinéma comme chef décorateur ou directeur artistique sur cent-dix films américains, au sein de la First National Pictures de 1924 à 1930, puis de la Warner Bros. jusqu'en 1934, enfin et surtout de la RKO Pictures (souvent en association avec Albert S. D'Agostino) jusqu'à son retrait en 1959.
Son premier film est le serial Daredevil Jack (en) de W. S. Van Dyke (production Pathé, 1920) ; ses trois suivants sortent en 1924, dont La Phalène blanche de Maurice Tourneur ; son dernier en 1959 est le western Californie, terre nouvelle de Ted Tetzlaff.
Parmi ses films notables, citons Je suis un évadé de Mervyn LeRoy (1932), Le Livre de la jungle de Zoltan Korda (1942), La vie est belle de Frank Capra (1946) et le western Le Jugement des flèches de Samuel Fuller (1957).
Unique expérience à ce titre, il est le réalisateur du film muet Outlaws of the Sea (1923, avec Marguerite Courtot).
Durant sa carrière, il obtient deux nominations à l'Oscar des meilleurs décors, pour Sally de John Francis Dillon (1929) et Angoisse de Jacques Tourneur (1944).
Jack Okey meurt en 1963, à 73 ans.

## Filmographie

### Chef décorateur / Directeur artistique (sélection)
- 1920 : Daredevil Jack (en) de W. S. Van Dyke (serial)
- 1924 : La Phalène blanche ou Amours d'étoile (The White Moth) de Maurice Tourneur
- 1924 : Torment de Maurice Tourneur
- 1925 : One Year to Live d'Irving Cummings
- 1926 : Le Cavalier des sables (Old Loves and New) de Maurice Tourneur
- 1927 : The Notorious Lady de King Baggot
- 1929 : Tempête (The Squall) d'Alexander Korda
- 1929 : Papillons de nuit (Broadway Babies) de Mervyn LeRoy
- 1929 : Sally de John Francis Dillon
- 1930 : La Patrouille de l'aube (The Dawn Patrol) d'Howard Hawks
- 1930 : Vingt-et-un ans (The Truth About Youth) de William A. Seiter
- 1931 : Le Dernier Vol (The Last Flight) de William Dieterle
- 1931 : Manhattan Parade de Lloyd Bacon
- 1931 : Five Star Final de Mervyn LeRoy
- 1931 : La Fille de l'enfer (Safe in Hell) de William A. Wellman
- 1932 : Miss Pinkerton de Lloyd Bacon
- 1932 : Mon grand (So Big) de William A. Wellman
- 1932 : À tour de brasses (You Said a Mouthful) de Lloyd Bacon
- 1932 : The Crowd Roars d'Howard Hawks
- 1932 : La foule hurle de Jean Daumery (version française alternative de The Crowd Roars)
- 1932 : The Famous Ferguson Case de Lloyd Bacon
- 1932 : The Crash de William Dieterle
- 1932 : Le Harpon rouge (Tiger Shark) d'Howard Hawks
- 1932 : The Purchase Price de William A. Wellman
- 1932 : Je suis un évadé (I Am a Fugitive from a Chain Gang) de Mervyn LeRoy
- 1932 : The Rich Are Always with Us d'Alfred E. Green
- 1932 : L'Homme qui jouait à être Dieu (The Man Who Played God) de John G. Adolfi
- 1933 : College Coach de William A. Wellman
- 1933 : Prologues (Footlight Parade) de Lloyd Bacon et Busby Berkeley
- 1933 : Grand Slam de William Dieterle
- 1933 : Meurtre au chenil (The Kennel Murder Case) de Michael Curtiz
- 1933 : 42e Rue (42nd Street) de Lloyd Bacon
- 1933 : Héros à vendre (Heroes for Sale) de William A. Wellman
- 1933 : Ex-Lady de Robert Florey
- 1933 : Le Roi de la chaussure (The Working Man)de John G. Adolfi
- 1933 : Female de Michael Curtiz
- 1933 : Le Parachutiste (Parachute Jumper) d'Alfred E. Green
- 1933 : The World Changes de Mervyn LeRoy
- 1933 : Lilly Turner de William A. Wellman
- 1934 : A Very Honorable Guy de Lloyd Bacon
- 1934 : Madame du Barry (titre original) de William Dieterle
- 1934 : A Lost Lady d'Alfred E. Green
- 1934 : Fog Over Frisco de William Dieterle
- 1934 : Mademoiselle Général (Flirtation Walk) de Frank Borzage
- 1934 : Wonder Bar de Lloyd Bacon et Busby Berkeley
- 1934 : Le Cabochard (The St. Louis Kid) de Ray Enright
- 1934 : Les Pirates de la mode (Fashions of 1934) de William Dieterle
- 1935 : Ville frontière (Bordertown) d'Archie Mayo
- 1941 : Lydia de Julien Duvivier
- 1942 : Le Livre de la jungle (Jungle Book) de Zoltan Korda
- 1943 : Amour et Swing (Higher and Higher) de Tim Whelan
- 1944 : Angoisse (Experiment Perilous) de Jacques Tourneur
- 1944 : Rien qu'un cœur solitaire (None but the Lonely Heart) de Clifford Odets
- 1944 : Deux Mains, la nuit (The Spiral Staircase) de Robert Siodmak
- 1945 : Johnny Angel d'Edwin L. Marin
- 1946 : Jusqu'à la fin des temps (Till the End of Time) d'Edward Dmytryk
- 1946 : La vie est belle (It's a Wonderful Life) de Frank Capra
- 1947 : La Griffe du passé (Out of the Past) de Jacques Tourneur
- 1947 : La Chanson des ténèbres (Night Song) de John Cromwell
- 1948 : Rachel and the Stranger de Norman Foster
- 1949 : Nous avons gagné ce soir (The Set-Up) de Robert Wise
- 1950 : La Femme aux maléfices (Born to Be Bad) de Nicholas Ray
- 1951 : The Racket de John Cromwell
- 1951 : Jeu, set et match (Hard, Fast and Beautiful) d'Ida Lupino
- 1952 : Les Fils des Mousquetaires (At Sword's Point) de Lewis Allen
- 1952 : Barbe-Noire le pirate (Blackbeard the Pirate) de Raoul Walsh
- 1952 : Une minute avant l'heure H (A Minute to Zero) de Tay Garnett
- 1952 : L'Énigme du Chicago Express (The Narrow Margin) de Richard Fleischer
- 1953 : Même les assassins tremblent (Split Second) de Dick Powell
- 1953 : La Nuit sauvage (Devil's Canyon) d'Alfred L. Werker
- 1955 : Rendez-vous sur l'Amazone (The Americano) de William Castle
- 1955 : Le Trésor de Pancho Villa (The Treasure of Pancho Villa) de George Sherman
- 1956 : L'Or et l'Amour (Great Day in the Morning) de Jacques Tourneur
- 1957 : Le Jugement des flèches (Run of the Arrow) de Samuel Fuller
- 1959 : Californie, terre nouvelle (The Young Land) de Ted Tetzlaff

### Réalisateur (intégrale)
- 1923 : Outlaws of the Sea (+ histoire originale)

## Distinctions
- Deux nominations à l'Oscar des meilleurs décors :
  - En 1930, pour Sally ;
  - Et en 1946, catégorie noir et blanc, pour Angoisse.